# Тана, Элиджа
Элиджа Тана (англ. Elijah Tana; род. 28 февраля 1975, Чингола, Коппербелт) — замбийский футболист, защитник.

## Клубная карьера
Тана начал свою карьеру в клубе «Нчанга Рейнджерс» из города Чингола. В 1995 году он дебютировал в Замбийской Премьер Лиги. В 1998 году он достиг свой первый успех в карьере, когда он смог выиграть чемпионат Замбии. В свою очередь в 2002 году его команда выиграла суперкубок Замбии. В 2003 году Тана отправился в ангольский клуб «Петру Атлетику» из города Луанда. В течение 4 сезонов он играл в ангольском первом дивизионе, а затем в 2007 году отправился в клуб «Аль-Джазира» из города Абу-Даби. Позднее в том же году замбийский игрок с «Аль-Меррейх» выиграл Кубок Судана. В 2008 году Тана вернулся в Замбию и снова стал играть в «Нчанга Рейнджерс». В 2009 году он снова отправился в Анголу, на этот раз в клуб «Рекреативу да Каала».

## Карьера в сборной
Тана дебютировала за сборную Замбии в 1995 году. В 2000 году он был заявлен на Кубок африканских наций, где был основным игроком и сыграл во всех трёх матчах. Участвовал также на Кубке африканских наций в 2002 и 2006 годах. Bceго за сборную сыграл больше 100 матчей и забил 4 мяча.

## Достижения
«Нчанга Рейнджерс»
- Чемпион Замбии: 1998
- Обладатель Суперкубка Замбии: 2002

«Аль-Меррейх»
- Обладатель Кубка Судана: 2007
- Финалист Кубка Конфедерации КАФ (1): 2007